# Rai Yoyo

Rai Yoyo to darmowy włoski kanał telewizyjny edytowany przez Rai, zarządzany przez strukturę Rai Kids i z programowaniem dedykowanym dzieciom w wieku od 2 do 9 lat. Główną prezenterką kanału jest Michela Cesaretti Salvi.

## Historia
Rai YoYo powstał 1 listopada 2006 roku na platformie Sky Italia, po zamknięciu RaiSat Ragazzi, która została podzielona na dwa formaty, tworząc RaiSat YoYo (dla dzieci w wieku przedszkolnym) i RaiSat Smash (później stał się RaiSat Smash Girls) (dla młodzieży do 19 lat).
Od 2007 roku sieć ma maskotki (chłopca i dziewczynkę).
Od 31 lipca 2009 roku, gdy nie przedłużono umowy między RaiSat a Sky Italia, RaiSat YoYo rozpoczął nadawanie za darmo na naziemnej telewizji cyfrowej, a także w obszarach objętych przez RAI Mux A, za pośrednictwem satelity z bukietem Tivùsat oraz w streamingu na Rai.tv(teraz RaiPlay).
18 maja 2010 roku RaiSat YoYo przeszedł graficzny lifting, stając się Rai YoYo. Z nową nazwą logo, które wcześniej było animowane, stało się statyczne, chociaż do 3 stycznia 2011 roku nowe logo Rai naprzemiennie pojawiało się z historycznym motylem. Mimo to maskotki RaiSat YoYo nadal pojawiały się w niezmienionych bumperach.
W 2014 roku sieć przeszła znaczące zmiany w swojej ramówce.
Od 1 maja 2016 roku Rai YoYo nie miało już przerw reklamowych w programowaniu.
Od 13 grudnia 2016 roku historyczne kreskówki nagrywane na taśmach wideo, do tej pory emitowane w formacie 4:3 zgodnie z oryginałem, były emitowane w formacie 16:9 pillarbox, tak jak to miało miejsce na Rai Gulp i wszystkich kanałach naziemnej telewizji cyfrowej.
Od 4 stycznia 2017 roku kanał rozpoczął nadawanie w wysokiej rozdzielczości tylko na platformie satelitarnej Tivùsat.
10 kwietnia 2017 roku kanał odnowił swoje logo i grafikę wraz ze wszystkimi innymi kanałami tematycznymi Rai, w wyniku czego maskotki RaiSat YoYo całkowicie zniknęły, a wszystkie nowe bumpers zawierały 4 żywe kostki.
W 2018 roku wyemitowano reklamę promującą aplikację Rai Yoyo.
Od 20 października 2021 roku wersja standardowej rozdzielczości na naziemnej telewizji cyfrowej przeszła na kodowanie MPEG-4, pozostając widoczną tylko na urządzeniach HD.
14 grudnia 2021 roku, w wyniku reorganizacji częstotliwości, wersja SD została usunięta z platformy Tivùsat, pozostając dostępną tylko w HD.

## Oferta
- Barbapapa
- Clifford. Wielki czerwony pies
- Leo i Tig(inne języki)
- Molang(inne języki)
- Niezwykłe przygody Berta i Erniego
- Świat Elmo
- Bruno brum-brum
- 44 koty
- Pingu
- Pocoyo
- Teletubisie
- Wesoły świat Richarda Scarry’ego
- Tupi i Binu
- Uki
- Waybuloo
- Świnka Peppa (skasowana z emisji, obecnie na Nick Jr.)